# Puig de Bàlitx
El Puig de Bàlitx és un puig del terme de Sóller, a Mallorca que té una altura de 578 m. El seu nom prové de la possessió de Bàlitx, avui dia dividida en tres: Bàlitx d'amunt, Bàlitx d'enmig i Bàlitx d'Avall.